# Marinus van Rekum
Marinus Cornelis van Rekum (Hollandia, Gelderland, Arnhem, 1884. február 7. – Hollandia, Gelderland, Arnhem, 1955. november 16.) az 1920. évi nyári olimpiai játékokon kötélhúzásban ezüstérmet nyert holland kötélhúzó. Testvére, Willem van Rekum is a csapat tagja volt.